# Lotus 107
El Lotus 107 era un coche de Fórmula 1 utilizado por el equipo Lotus. Diseñado para la temporada 1992 de Fórmula 1 y utilizado durante la mayor parte de 1992, 1993 y parte de 1994, supuso un período final, aunque breve, de competitividad para el equipo en la Fórmula 1.

## Diseño
El 107 se atribuye al trabajo de diseño de Chris Murphy y su equipo de diseño. Murphy se unió a Lotus después del arresto de Akira Akagi y el equipo de Leyton House que poseía quedó sumido en la confusión. Murphy había diseñado el coche de 1991; El 107 se parecía mucho a su diseño anterior, lo que llevó a algunos a decir que el nuevo Lotus era simplemente una Leyton House rebautizada. El 107 fue diseñado desde el principio para ejecutar un sistema de control de altura de manejo que Lotus describió como "altura de manejo rápida". Este utilizaba unidades convencionales de resorte helicoidal/amortiguador concéntrico en serie con actuadores hidráulicos de simple efecto y no debe confundirse con la suspensión activa Lotus, de la que Lotus fue pionera diez años antes. Si bien el concepto de "altura de manejo rápida" fue bueno y muchos otros equipos lo copiaron la temporada siguiente, la instalación del 107 fue fundamentalmente defectuosa y el coche solo funcionó de esta forma en su debut en Imola y en los entrenamientos en Mónaco. Posteriormente quedó inhabilitado por el resto de la temporada.
Indiscutiblemente hermoso, el 107 tenía líneas suaves y amplias, a un mundo de distancia del anticuado y desarrollado Lotus 102D, cuya herencia se remonta a la temporada 1990 de Fórmula 1. La instalación de los motores Ford Cosworth HB V8, de una especificación similar, aunque más antigua, a los utilizados por Benetton, se completó con la presentación del coche en el Gran Premio de San Marino de 1992.
A Johnny Herbert le gustó mucho el coche y dijo que era sublime de conducir y respondía bien a los cambios de configuración, pero admitió que no era fiable.

## Desarrollo
Con un equipo de pilotos de primer nivel formado por Johnny Herbert y el futuro doble campeón del mundo de F1, Mika Häkkinen, los Lotus consiguieron buenos resultados: en varias carreras los coches gemelos pudieron correr en formación detrás del pelotón de cabeza, al menos en las primeras partes de las carreras. La confiabilidad era limitada. Häkkinen brindó la mejor actuación de Lotus en varios años en el Gran Premio de Hungría, donde corrió por la última posición del podio con el McLaren de Gerhard Berger. En Portugal llegó al segundo lugar antes de tener que entrar en boxes para cambiar neumáticos al final de la carrera. También se perdió otro posible podio en Japón.

## Variantes
El coche se desarrolló durante las temporadas siguientes en las variantes B y C, esta última con potencia Mugen-Honda en lugar del Cosworth. Como era habitual en aquella época, el equipo empleó en variantes posteriores la tecnología de suspensión activa que habían introducido en la F1 allá por 1987, pero el presupuesto no era suficiente para que realmente funcionara y, además, ya estaba lejos de ser un capacidad única. Según la autobiografía de Alex Zanardi, My Story, la atención se centró en este sistema en detrimento de otros aspectos del coche.
Las dificultades financieras del equipo lo arrastraron a finales de 1994. El Lotus 109, el último coche de Fórmula 1 del equipo, que corrió a finales de 1994, fue un derivado adicional de este diseño.

## Resultados
(Clave) (negrita indica pole position) (cursiva indica vuelta rápida)

| Año     | Chasis | Motor           | Neu. | N.º | Pilotos            | 1   | 2   | 3   | 4   | 5   | 6   | 7   | 8   | 9   | 10  | 11  | 12  | 13  | 14  | 15  | 16  | Puntos | Pos. |
| ------- | ------ | --------------- | ---- | --- | ------------------ | --- | --- | --- | --- | --- | --- | --- | --- | --- | --- | --- | --- | --- | --- | --- | --- | ------ | ---- |
| 1992    | 107    | Ford V8         | G    |     |                    | RSA | MEX | BRA | ESP | SMR | MON | CAN | FRA | GBR | GER | HUN | BEL | ITA | POR | JPN | AUS | 13     | 5.º  |
| 1992    | 107    | Ford V8         | G    | 11  | Mika Häkkinen      |     |     |     |     |     | Ret | Ret | 4   | 6   | Ret | 4   | 6   | Ret | 5   | Ret | 7   | 13     | 5.º  |
| 1992    | 107    | Ford V8         | G    | 12  | Johnny Herbert     |     |     |     |     | Ret | Ret | Ret | 6   | Ret | Ret | Ret | 13  | Ret | Ret | Ret | 13  | 13     | 5.º  |
| 1993    | 107B   | Ford V8         | G    |     |                    | RSA | BRA | EUR | SMR | ESP | MON | CAN | FRA | GBR | GER | HUN | BEL | ITA | POR | JPN | AUS | 12     | 6.º  |
| 1993    | 107B   | Ford V8         | G    | 11  | Alessandro Zanardi | Ret | 6   | 8   | Ret | 14  | 7   | 11  | Ret | Ret | Ret | Ret | DNQ |     |     |     |     | 12     | 6.º  |
| 1993    | 107B   | Ford V8         | G    | 11  | Pedro Lamy         |     |     |     |     |     |     |     |     |     |     |     |     | 11  | Ret | 13  | Ret | 12     | 6.º  |
| 1993    | 107B   | Ford V8         | G    | 12  | Johnny Herbert     | Ret | 4   | 4   | 8   | Ret | Ret | 10  | Ret | 4   | 10  | Ret | 5   | Ret | Ret | 11  | Ret | 12     | 6.º  |
| 1994    | 107C   | Mugen-Honda V10 | G    |     |                    | BRA | PAC | SMR | MON | ESP | CAN | FRA | GBR | GER | HUN | BEL | ITA | POR | EUR | JPN | AUS | 0      | NC   |
| 1994    | 107C   | Mugen-Honda V10 | G    | 11  | Pedro Lamy         | 10  | 8   | Ret | 11  |     |     |     |     |     |     |     |     |     |     |     |     | 0      | NC   |
| 1994    | 107C   | Mugen-Honda V10 | G    | 11  | Alessandro Zanardi |     |     |     |     | 9   | 15  |     |     |     |     |     |     |     |     |     |     | 0      | NC   |
| 1994    | 107C   | Mugen-Honda V10 | G    | 12  | Johnny Herbert     | 7   | 7   | 10  | Ret |     |     |     |     |     |     |     |     |     |     |     |     | 0      | NC   |
| Fuente: |        |                 |      |     |                    |     |     |     |     |     |     |     |     |     |     |     |     |     |     |     |     |        |      |